# 碰碰車

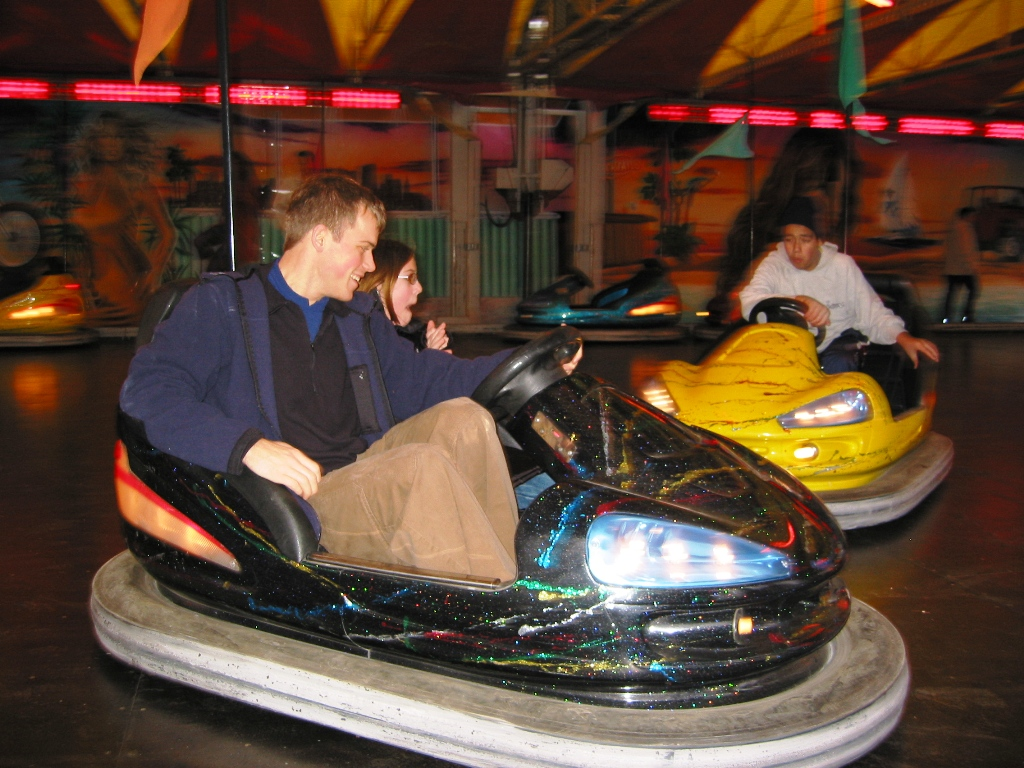
碰碰車

碰碰車（英語：Bumper cars）是一種大型游乐设施。設備包括一個室內的場地，天花上有通電的電網。地面則為灑上少量石墨的金屬地板。場內有供乘客駕駛的小型電動碰碰車。碰碰車的四週有由橡膠製成的橡膠圈，並由接到天花的摩电弓取電。車上一般最多坐二人，有加速用的腳踏，和轉向的方向盤。
碰碰車的原意是讓駕駛者爭取最快在場內完成繞圈，途中可以橫衝直撞，把對手的車碰開；現今玩法是以撞擊對手取樂。當時間到了，遊戲結束時，操作員把電源關上。碰碰車的速度通常很低，就算是碰撞亦不會損害人車。
最早的碰碰車在1920年代已出現。现是一种叫受家庭欢迎的游乐项目。